# تيم هاليداي
تيم هاليداي (بالإنجليزية: Tim Halliday)‏ هو عالم زواحف بريطاني، ولد في 11 سبتمبر 1945 في مرلبرو ‏ في المملكة المتحدة، وتوفي في 10 أبريل 2019 بسبب لمفوما تائية الخلايا.

## وصلات خارجية
- الموقع الرسمي
- تيم هاليداي على موقع IMDb (الإنجليزية)